# Hato Mayor (stad)
Hato Mayor is een stad en gemeente in de Dominicaanse Republiek, de hoofdstad van de gelijknamige provincie. De gemeente heeft zo'n 62.000 inwoners.

## Bestuurlijke indeling
De gemeente bestaat uit vier gemeentedistricten (distrito municipal):
Guayabo Dulce, Hato Mayor, Mata Palacio en Yerba Buena.

## Geboren
- Pedro Guillermo (1814-1867), president van de Dominicaanse Republiek (1865)

- Library of Congress Control Number: n91107167
- Nationale Bibliotheek van Israël: 987007567748905171
- Virtual International Authority File: 142035468

Azua · Bajos de Haina · Baní · Barahona · Boca Chica · Bonao · Comendador · Cotuí · Dajabón · El Seibo · Hato Mayor · Higüey · Jimaní · La Romana · La Vega · Los Alcarrizos · Mao · Moca · Monte Cristi · Monte Plata · Nagua · Neiba · Pedernales · Puerto Plata · Sabaneta · Salcedo · Samaná · San Cristóbal · San Francisco de Macorís · San José de Ocoa · San Juan · San Pedro de Macorís · Santiago · Santo Domingo de Guzmán · Santo Domingo Este · Santo Domingo Norte · Santo Domingo Oeste